# Carl Henry
Carl J. Henry (nacido el 16 de agosto de 1960 en Hollis, Oklahoma) es un exjugador de baloncesto estadounidense que disputó una temporada en la NBA y otra más en la CBA. Con 1,98 metros de estatura, jugaba en la posición de base.

## Trayectoria deportiva

### Universidad
Jugó durante dos temporadas con los Stars de la Universidad de Oklahoma City, en las que promedió 14,8 puntos y 8,7 rebotes por partido, siendo posteriormente transferido a los Jayhawks de la Universidad de Kansas, donde jugó dos temporadas más, en las que promedió 17,1 puntos y 6,4 rebotes, siendo incluido en ambas temporadas en los mejores quintetos de la Big Eight Conference, en 1983 en el segundo y al año siguiente en el primero.

### Profesional
Fue elegido en la octogésima posición del Draft de la NBA de 1984 por Kansas City Kings, pero fue despedido antes del comienzo de la competición, fichando por los Puerto Rico Coquis de la CBA.
Al año siguiente, con el equipo reconvertido en los Sacramento Kings, fue llamado a formar parte del mismo, disputando 28 partidos en los que promedió 2,8 puntos.

## Estadísticas de su carrera en la NBA

### Temporada regular
| Temporada | Edad | Equipo           | Liga | Pos. | P  | TIT | MIN | TC  | TCA | %TC  | 3P  | 3PA | %3P  | TL  | TLA | %TL  | R.OF. | R.DEF. | REB | ASIS | ROB | TAP | PER | FP  | PTS |
| 1985-86   | 25   | Sacramento Kings | NBA  | SG   | 28 | 0   | 5.3 | 1.1 | 2.4 | .463 | 0.1 | 0.4 | .400 | 0.4 | 0.6 | .706 | 0.3   | 0.4    | 0.7 | 0.1  | 0.2 | 0.0 | 0.3 | 0.4 | 2.8 |
| Total     |      |                  | NBA  |      | 28 | 0   | 5.3 | 1.1 | 2.4 | .463 | 0.1 | 0.4 | .400 | 0.4 | 0.6 | .706 | 0.3   | 0.4    | 0.7 | 0.1  | 0.2 | 0.0 | 0.3 | 0.4 | 2.8 |

### Playoffs
| Temporada | Edad | Equipo           | Liga | Pos. | P | TIT | MIN | TC  | TCA | %TC   | 3P  | 3PA | %3P   | TL  | TLA | %TL | R.OF. | R.DEF. | REB | ASIS | ROB | TAP | PER | FP  | PTS |
| 1985-86   | 25   | Sacramento Kings | NBA  | SG   | 1 | 0   | 2.0 | 1.0 | 1.0 | 1.000 | 1.0 | 1.0 | 1.000 | 0.0 | 0.0 |     | 0.0   | 0.0    | 0.0 | 0.0  | 0.0 | 0.0 | 0.0 | 0.0 | 3.0 |
| Total     |      |                  | NBA  |      | 1 | 0   | 2.0 | 1.0 | 1.0 | 1.000 | 1.0 | 1.0 | 1.000 | 0.0 | 0.0 |     | 0.0   | 0.0    | 0.0 | 0.0  | 0.0 | 0.0 | 0.0 | 0.0 | 3.0 |